# Thomas Johanson
Thomas Johanson, född den 3 juni 1969 i Helsingfors, är en finländsk seglare.
Han tog OS-guld i 49er i samband med de olympiska seglingstävlingarna 2000 i Sydney.